# (274301) Wikipédia
Pour l’article homonyme, voir Wikipédia.
(274301) Wikipédia (désignation internationale (274301) Wikipedia) est un astéroïde de la ceinture principale découvert le 25 août 2008 par l'observatoire astronomique d'Androuchivka. Il porte le nom de l'encyclopédie en ligne Wikipédia depuis janvier 2013.

## Caractéristiques
(274301) Wikipédia est un astéroïde de magnitude absolue 16,9.
Sa composition n’est pas connue mais consiste probablement, à l’instar des autres astéroïdes de la ceinture principale, en un mélange de roches et de métaux.
Son albédo n’est pas connu non plus, ce qui empêche de connaitre précisément ses dimensions ; toutefois, la valeur de sa magnitude absolue indique qu’il s’agit d’un objet d’environ 1  à   2 kilomètres de diamètre.
Il s’agit d’un astéroïde de la ceinture principale, entre les planètes Mars et Jupiter. Il effectue une révolution autour du Soleil en 3,68 ans. Inclinée de 6,73° sur l’écliptique, son orbite légèrement excentrique (excentricité orbitale de 0,146) amène cet objet à 2,035 ua du Soleil au périhélie et à 2,730 ua à l’aphélie.

## Observations

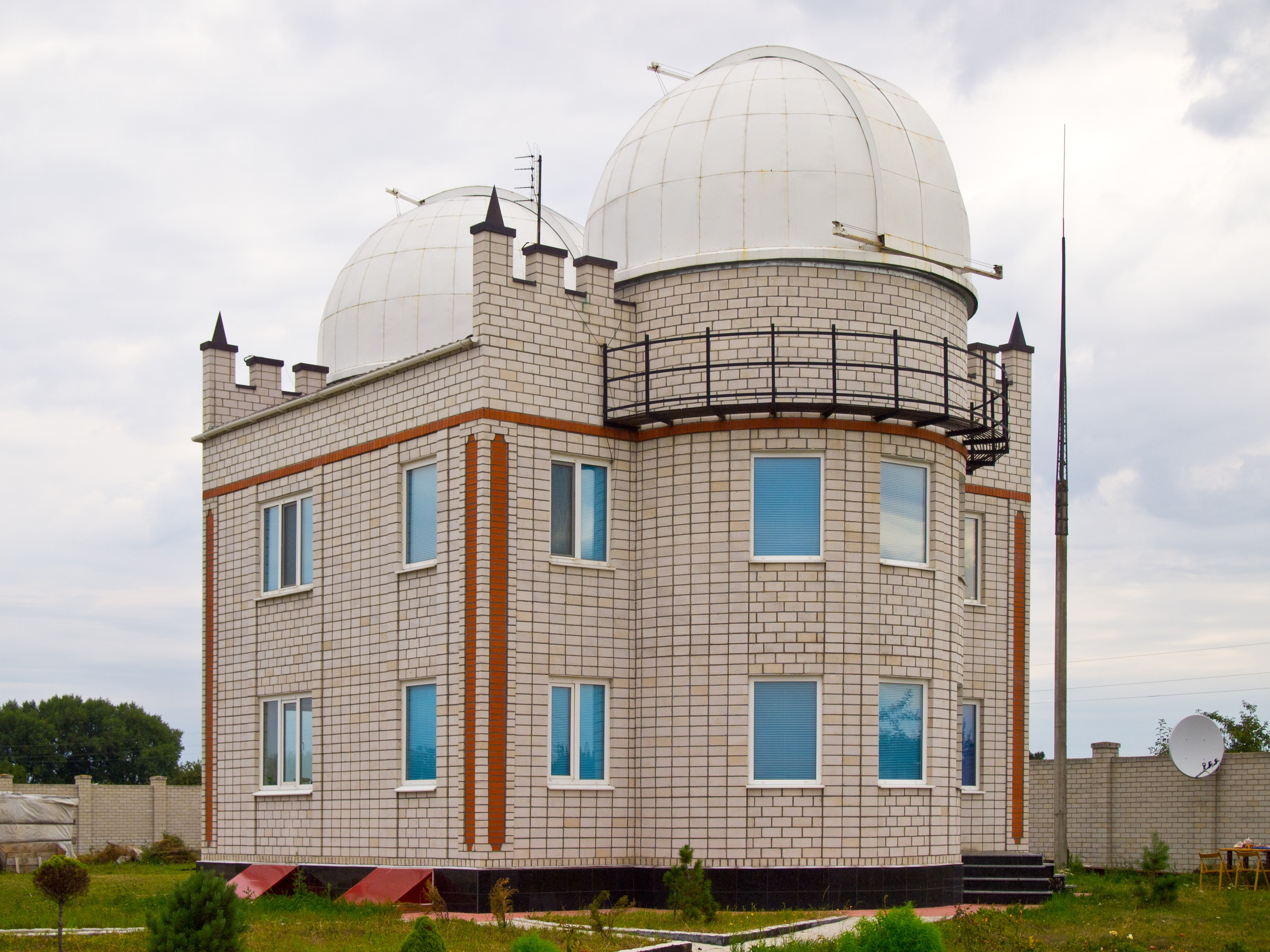
L'observatoire astronomique d'Androuchivka, en Ukraine, lieu de découverte de (274301) Wikipédia.

L'astéroïde est découvert par une équipe d'astronomes de l'observatoire astronomique d'Androuchivka, en Ukraine, le seul observatoire privé du pays, responsable de la découverte de plus de 90 astéroïdes depuis 2003. Il est initialement observé le 25 août 2008 à 22:47 UTC. Il est à nouveau observé la nuit suivante et reçoit la désignation provisoire 2008 QH24. Après une troisième observation le 6 septembre 2008 par cette même équipe, son orbite est calculée avec précision. On montre par la suite que 2008 QH24 est le même astéroïde que 1997 RO4 et 2007 FK34, précédemment observés par les observatoires OADS de Caussols (France), Mount Lemmon Survey et Steward (tous deux en Arizona aux États-Unis).
Le 18 avril 2011, l'astéroïde reçoit le numéro 274301.

## Nom
La décision du Comité pour la nomenclature des petits corps d'assigner le nom « Wikipédia » à l'astéroïde est publiée dans la circulaire du 27 janvier 2013 du Centre des planètes mineures, page 82 403. Ce nom est proposé à l'origine par Andriy Makoukha, membre du conseil d'administration de Wikimedia Ukraine, la section locale de la Wikimedia Foundation en Ukraine,,.
La citation officielle du nom dit :
« Wikipedia is a free, copyleft, collaboratively edited online encyclopedia launched in 2001. In 11 years of its compilation it became one of the largest reference works and one of the most visited web-sites on the Internet. It is developed in more than 270 languages by enthusiasts from all over the world. »
Soit en français :

« Wikipédia est une encyclopédie en ligne, gratuite, copyleft, rédigée collaborativement, lancée en 2001. En 11 ans de rédaction, elle est devenue l'une des plus grandes références et l'un des sites web les plus visités sur l'Internet. Elle est développée dans plus de 270 langues par des passionnés du monde entier. »